# 金牛座Y
金牛座Y，又名BD+20 1083，HD 38307、SAO 77516、HR 1977，是金牛座的一颗恒星，视星等为6.95，位于銀經187.05，銀緯-4.28，其B1900.0坐标为赤經5h 39m 41.7s，赤緯+20° -4.28′ 11″。